# Europese kampioenschappen kortebaanzwemmen 2021
De Europese kampioenschappen kortebaanzwemmen 2021 werden van dinsdag 2 tot en met zondag 7 november 2021 georganiseerd in het Palace of Water Sports in het Russische Kazan. Nieuw op het programma waren de 800 meter vrije slag voor mannen en de 1500 meter vrije slag voor vrouwen.

## Selecties

### België
De Belgische zwembond selecteerde vier zwemmers voor dit toernooi, twee mannen en twee vrouwen.
Mannen
- Jasper Aerents
- Lander Hendrickx

Vrouwen
- Florine Gaspard
- Lucie Hanquet

### Nederland
De technisch directeur van de KNZB, André Cats, selecteerde twintig zwemmers voor dit toernooi, negen mannen en elf vrouwen.
Mannen
- Thom de Boer
- Maarten Brzoskowski
- Tim Hoogerwerf
- Arno Kamminga
- Luc Kroon
- Jesse Puts
- Stan Pijnenburg
- Kenzo Simons
- Thomas Verhoeven

Vrouwen
- Kim Busch
- Tessa Giele
- Silke Holkenborg
- Imani de Jong
- Rosey Metz
- Valerie van Roon
- Tes Schouten
- Marrit Steenbergen
- Kira Toussaint
- Tamara van Vliet
- Maaike de Waard

## Medailles
Legenda
- WR = Wereldrecord
- ER = Europees record
- CR = Kampioenschapsrecord

### Mannen
| Onderdeel            | Goud | Goud          | Zilver | Zilver   | Brons | Brons      |
| -------------------- | --- | ------------- | --- | -------- | --- | ---------- |
| Vrije slag           | |               | |          | |            |
| 50 m                 | Szebasztián Szabó Hongarije | 20,72         | Lorenzo Zazzeri Italië | 20,84    | Pawel Juraszek PolenVladimir Morozov Rusland                                                               | 20,95      |
| 100 m                | Kliment Kolesnikov Rusland | 45,58         | Alessandro Miressi Italië | 45,84    | Vladislav Grinev Rusland                                                                                   | 46,06      |
| 200 m                | David Popovici Roemenië | 1.42,12       | Luc Kroon Nederland | 1.42,20  | Stan Pijnenburg Nederland                                                                                  | 1.42,51    |
| 400 m                | Luc Kroon Nederland | 3.38,33 NR    | Matteo Ciampi Italië | 3.38,58  | Marco De Tullio Italië                                                                                     | 3.38,80    |
| 800 m                | Gregorio Paltrinieri Italië | 7.27,94 ER-CR | Florian Wellbrock Duitsland | 7.27,99  | Sven Schwarz Duitsland                                                                                     | 7.33,85    |
| 1500 m               | Florian Wellbrock Duitsland | 14.09,88      | Gregorio Paltrinieri Italië | 14.13,07 | Sven Schwarz Duitsland                                                                                     | 14.26,24   |
| Rugslag              | |               | |          | |            |
| 50 m                 | Kliment Kolesnikov Rusland | 22,47 CR      | Michele Lamberti Italië | 22.65    | Robert Glință Roemenië                                                                                     | 22,74      |
| 100 m                | Kliment Kolesnikov Rusland | 49,13         | Robert Glință Roemenië | 49,31    | Apostolos Christou Griekenland                                                                             | 49,87      |
| 200 m                | Radoslaw Kawecki Polen | 1.48,46       | Lorenzo Mora Italië | 1.49,73  | Michele Lamberti Italië                                                                                    | 1.50,26    |
| Schoolslag           | |               | |          | |            |
| 50 m                 | Ilja Sjymanovitsj Wit-Rusland | 25,25 =WR     | Emre Sakçı Turkije | 25,39    | Nicolò Martinenghi Italië                                                                                  | 25,54      |
| 100 m                | Nicolò Martinenghi Italië | 55,63         | Ilja Sjymanovitsj Wit-Rusland | 55,77    | Arno Kamminga Nederland                                                                                    | 55,79 NR   |
| 200 m                | Ilja Sjymanovitsj Wit-Rusland | 2.01,73       | Arno Kamminga Nederland | 2.01,74  | Michail Dorinov Rusland                                                                                    | 2.02,07    |
| Vlinderslag          | |               | |          | |            |
| 50 m                 | Szebasztián Szabó Hongarije | 21,75 =WR     | Matteo Rivolta Italië | 22,14    | Thomas Ceccon Italië                                                                                       | 22,24      |
| 100 m                | Szebasztián Szabó Hongarije | 49,68         | Michele Lamberti Italië | 49,79    | Jakub Majerski Polen                                                                                       | 49,86      |
| 200 m                | Alberto Razzetti Italië | 1.50,24       | Kristóf Milák Hongarije | 1.51,11  | Jegor Pavlov Rusland                                                                                       | 1.51,81    |
| Wisselslag           | |               | |          | |            |
| 100 m                | Marco Orsi Italië | 50,95         | Andreas Vazaios Griekenland | 51,72    | Bernhard Reitshammer Oostenrijk                                                                            | 51,91      |
| 200 m                | Andreas Vazaios Griekenland | 1.51,70       | Thomas Ceccon Italië | 1.52,49  | Alberto Razzetti Italië                                                                                    | 1.52,75    |
| 400 m                | Ilja Borodin Rusland | 3.58,83 WJR   | Alberto Razzetti Italië | 4.00,34  | Hubert Kós Hongarije                                                                                       | 4.03,16    |
| Vrije slag estafette | |               | |          | |            |
| 4x50 m               | Nederland Jesse Puts (21,10) Stan Pijnenburg (20,74) Kenzo Simons (20,59) Thom de Boer (20,46)                                                                    | 1.22,89 NR    | Italië Alessandro Miressi (21,20) Thomas Ceccon (20,82) Lorenzo Zazzeri (20,24) Marco Orsi (20,66)                                                                      | 1.22,92  | Rusland Vladimir Morozov (21,22) Vladislav Grinev (20,69) Jevgeni Rylov (20,99) Kliment Kolesnikov (20,45) | 1.23,35    |
| Wisselslagestafette  | |               | |          | |            |
| 4x50 m               | Italië Michele Lamberti (22,62) Nicolo Martinenghi (25,14) Marco Orsi (22,17) Lorenzo Zazzeri (20,21) Lorenzo Mora Federico Poggio Thomas Ceccon Leonardo Deplano | 1.30,14 CR    | Rusland Kliment Kolesnikov (22,58) Oleg Kostin (25,51) Vladimir Morozov (22,18) Vladislav Grinev (20,52) Pavel Samoesenko Danil Semjaninov Daniil Markov Sergej Fesikov | 1.30,79  | Nederland Stan Pijnenburg (23,80) Arno Kamminga (25,48) Jesse Puts (22,56) Thom de Boer (20,32)            | 1.32,16 NR |

### Vrouwen
| Onderdeel            | Goud | Goud        | Zilver                                                                                              | Zilver   | Brons | Brons           |
| -------------------- | --- | ----------- | --------------------------------------------------------------------------------------------------- | -------- | --- | --------------- |
| Vrije slag           | |             | |          | |                 |
| 50 m                 | Sarah Sjöström Zweden                                                                                      | 23,12 CR    | Katarzyna Wasick Polen                                                                              | 23,49    | Maria Kameneva Rusland                                                                                       | 23,72           |
| 100 m                | Sarah Sjöström Zweden                                                                                      | 51,26       | Katarzyna Wasick Polen                                                                              | 51,58    | Marrit Steenbergen Nederland                                                                                 | 51,92           |
| 200 m                | Marrit Steenbergen Nederland                                                                               | 1.52,75     | Barbora Seemanová Tsjechië                                                                          | 1.53,58  | Katja Fain Slovenië                                                                                          | 1.53,88         |
| 400 m                | Anastasia Kirpitsjnikova Rusland                                                                           | 3.59,18     | Anna Jegorova Rusland                                                                               | 4.00,52  | Isabel Marie Gose Duitsland                                                                                  | 4.01,37         |
| 800 m                | Anastasia Kirpitsjnikova Rusland                                                                           | 8.04,65     | Simona Quadarella Italië                                                                            | 8.10,54  | Isabel Marie Gose Duitsland                                                                                  | 8.10,60         |
| 1500 m               | Anastasia Kirpitsjnikova Rusland                                                                           | 15.18,30 CR | Simona Quadarella Italië                                                                            | 15.34,16 | Martina Caramignoli Italië                                                                                   | 15.37,33        |
| Rugslag              | |             | |          | |                 |
| 50 m                 | Kira Toussaint Nederland                                                                                   | 25,79       | Analia Pigrée Frankrijk                                                                             | 26,08    | Maaike de Waard Nederland                                                                                    | 26,11           |
| 100 m                | Kira Toussaint Nederland                                                                                   | 55,76       | Maaike de Waard Nederland                                                                           | 55,86    | Analia Pigrée Frankrijk                                                                                      | 56,40           |
| 200 m                | Kira Toussaint Nederland                                                                                   | 2.01,26 NR  | Margherita Panziera Italië                                                                          | 2.02,05  | Lena Grabowski Oostenrijk                                                                                    | 2.04,74         |
| Schoolslag           | |             | |          | |                 |
| 50 m                 | Arianna Castiglioni Italië                                                                                 | 29,66       | Benedetta Pilato Italië                                                                             | 29,75    | Nika Godoen Rusland                                                                                          | 29,80           |
| 100 m                | Martina Carraro Italië                                                                                     | 1.04,01     | Jevgenia Tsjikoenova Rusland Eneli Jefimova Estland                                                 | 1.04,25  | Niet uitgereikt                                                                                              | Niet uitgereikt |
| 200 m                | Jevgenia Tsjikoenova Rusland                                                                               | 2.16,88 WJR | Maria Temnikova Rusland                                                                             | 2.18,45  | Francesca Fangio Italië                                                                                      | 2.19,69         |
| Vlinderslag          | |             | |          | |                 |
| 50 m                 | Sarah Sjöström Zweden                                                                                      | 24,50 CR    | Maaike de Waard Nederland                                                                           | 24,97    | Silvia Di Pietro Italië                                                                                      | 25,09           |
| 100 m                | Sarah Sjöström Zweden                                                                                      | 55,84       | Anna Ntountounaki Griekenland Anastasia Sjkoerdai Wit-Rusland                                       | 56,35    | Niet uitgereikt                                                                                              | Niet uitgereikt |
| 200 m                | Svetlana Tsjimrova Rusland                                                                                 | 2.04,97     | Helena Rosendahl Bach Denemarken                                                                    | 2.05,02  | Ilaria Bianchi Italië                                                                                        | 2.05,43         |
| Wisselslag           | |             | |          | |                 |
| 100 m                | Alicja Tchórz Polen                                                                                        | 57,82       | Maria Kameneva Rusland                                                                              | 57,83    | Sarah Sjöström Zweden                                                                                        | 58,05           |
| 200 m                | Anastasia Gorbenko Israël                                                                                  | 2.05,17     | Maria Ugolkova Zwitserland                                                                          | 2.06,41  | Viktoriya Zeynep Güneş Turkije                                                                               | 2.07,67         |
| 400 m                | Viktoriya Zeynep Güneş Turkije                                                                             | 4.30,45     | Anja Crevar Servië Sara Franceschi Italië                                                           | 4.30,47  | Niet uitgereikt                                                                                              | Niet uitgereikt |
| Vrije slag estafette | |             | |          | |                 |
| 4x50 m               | Rusland Rozalja Nasretdinova (24,18) Arina Soerkova (23,41) Maria Kameneva (23,70) Darja Klepikova (23,63) | 1.34,92     | Nederland Kim Busch (24,18) Maaike de Waard (23,71) Kira Toussaint (23,92) Valerie van Roon (23,66) | 1.35,47  | Polen Katarzyna Wasick (23,40) Kornelia Fiedkiewicz (24,20) Dominika Sztandera (24,87) Alicja Tchorz (23,47) | 1.35,94         |
| Wisselslagestafette  | |             | |          | |                 |
| 4x50 m               | Rusland Maria Kameneva (26,42) Nika Godoen (29,47) Arina Soerkova (24,49) Darja Klepikova (23,81)          | 1.44,19     | Zweden Hanna Rosvall (26,57) Emelie Fast (29,96) Sara Junevik (24,85) Sarah Sjöström (22,94)        | 1.44,32  | Italië Silvia Scalia (26,59) Arianna Castiglioni (29,36) Elena Di Liddo (24,97) Silvia Di Pietro (23,54)     | 1.44,46         |

### Gemengd
| Onderdeel            | Goud | Goud       | Zilver | Zilver  | Brons | Brons   |
| -------------------- | --- | ---------- | --- | ------- | --- | ------- |
| Vrije slag estafette | |            | |         | |         |
| 4x50 m               | Nederland Jesse Puts (21,06) Thom de Boer (20,55) Maaike de Waard (23,46) Kim Busch (23,86) Kenzo Simons Stan Pijnenburg Tamara van Vliet Valerie van Roon | 1.28,93    | Italië Alessandro Miressi (21,33) Lorenzo Zazzeri (20,59) Silvia di Pietro (23,48) Costanza Cocconcelli (24,00) Leonardo Deplano Filippo Megli Chiara Tarantino                    | 1.29,40 | Polen Paweł Juraszek (21,33) Jakub Majerski (21,03) Alicja Tchórz (24,01) Katarzyna Wasick (23,09)                                                                              | 1.29,46 |
| Wisselslagestafette  | |            | |         | |         |
| 4x50 m               | Nederland Kira Toussaint (25,99) Arno Kamminga (25,54) Maaike de Waard (24,50) Thom de Boer (20,15) Kim Busch Jesse Puts                                   | 1.36,18 WR | Italië Michele Lamberti (22,72) Nicolò Martinenghi (25,13) Elena di Liddo (25,09) Silvia di Pietro (23,45) Matteo Rivolta Alessandro Pinzuti Costanza Cocconcelli Chiara Tarantino | 1.36,39 | Rusland Kliment Kolesnikov (22,47) Oleg Kostin (25,58) Arina Soerkova (24,88) Maria Kameneva (23,49) Pavel Samoesenko Kirill Strelnikov Svetlana Tsjimrova Rozalja Nasretdinova | 1.36,42 |

Bron: LEN

### Medailleklassement
| Plaats | Land        | Goud | Zilver | Brons | Totaal |
| 1      | Rusland     | 11   | 5      | 8     | 24     |
| 2      | Nederland   | 8    | 5      | 5     | 18     |
| 3      | Italië      | 7    | 18     | 10    | 35     |
| 4      | Zweden      | 4    | 1      | 1     | 6      |
| 5      | Hongarije   | 3    | 1      | 1     | 5      |
| 6      | Polen       | 2    | 2      | 4     | 8      |
| 7      | Wit-Rusland | 2    | 2      | 0     | 4      |
| 8      | Griekenland | 1    | 2      | 2     | 5      |
| 9      | Duitsland   | 1    | 1      | 4     | 6      |
| 10     | Roemenië    | 1    | 1      | 1     | 3      |
| 10     | Turkije     | 1    | 1      | 1     | 3      |
| 12     | Israël      | 1    | 0      | 0     | 1      |
| 13     | Frankrijk   | 0    | 1      | 1     | 2      |
| 14     | Denemarken  | 0    | 1      | 0     | 1      |
| 14     | Estland     | 0    | 1      | 0     | 1      |
| 14     | Servië      | 0    | 1      | 0     | 1      |
| 14     | Tsjechië    | 0    | 1      | 0     | 1      |
| 14     | Zwitserland | 0    | 1      | 0     | 1      |
| 19     | Oostenrijk  | 0    | 0      | 2     | 2      |
| 20     | Slovenië    | 0    | 0      | 1     | 1      |
| Totaal | Totaal      | 42   | 45     | 41    | 128    |